# Liste griechischer Vornamen
Dies ist eine Liste heute gebräuchlicher griechischer Vornamen.

## Herkunft griechischer Vornamen
Viele der griechischen Vornamen stammen aus der Antike, das heißt aus dem Altgriechischen. Der Name Alexandros z. B. setzt sich aus der Vorsilbe alex (Schutz) und dem Wort andros (Mann) zusammen, die Interpretation variiert zwischen „Beschützer der Männer“ und „Beschützer vor Männern“. In römischer Zeit kamen römische Namen hinzu.
Ein weiterer großer Teil der heute gängigen Vornamen ist zur Zeit der Christianisierung Griechenlands zwischen 100 und 400 n. Chr. verbreitet worden. Es sind meist Namen von Heiligen der griechisch-orthodoxen Kirche (wobei nicht wenige, wie Georgios, Philippos oder Andreas, ohnehin griechische Wurzeln haben), aber auch religiöser Begriffe wie Παρασκευή (Paraskevi – „Freitag“ bzw. „Vorbereitung“, „Vorbereitung“ [auf den Sabbat]), Απόστολος (Apostolos – „Apostel“) oder Γεσθημανή (Gesthimani – „Gethsemane“). Neben Namen mit griechischen Wurzeln kamen dadurch hebräische und slawische und durch den Austausch mit Nord- und Westeuropa auch germanische Namen auf. Slawische (z. B. Sergios) und germanische Namen (z. B. Karolos) sind jedoch seltener, da ihnen häufig der familiäre Hintergrund fehlt. Auch muslimische Namen finden sich vereinzelt bei Christen, etwa Soultana und der türkische Name Fatme. Bestimmte Vornamen, die von geläufigen griechischen Wörtern abgeleitet sind, stellen eine Seltenheit dar, so etwa Christianos („Christ“).
Einige westeuropäische Namen wurden im Sinne einer „historischen Rekonstruktion“ gräzisiert, z. B. Αλίκη (Aliki – Alice) und wurden quasi nach „altgriechischen“ Regeln übertragen. Gleiches gilt seit der Spätantike für Namen mit lateinischer Wurzel wie Καικιλία (Kekilia – lat. „Caecilia“), Βίκτωρ („Victor“) oder Μάξιμος (Maximos – „Maxim[us]“). Seit der Mitte des zwanzigsten Jahrhunderts ist es auch Praxis, Namen oder deren Kurzformen direkt aus westeuropäischen Sprachen zu transkribieren, wie z. B., Πέγκυ („Peggy“) oder Τζένη (Tzeni – „Jenny“), wobei es sich aber oft um Kosenamen für griechische Namen handelt (in diesem Fall z. B. Παναγιώτα – Panagiota und Ευγενία – Evgenia).
In den vergangenen Jahren war zu beobachten, dass die Heiligen-Namen, besonders Raffail, Raffailia, Irini, Valantis, häufiger vorkamen als zuvor. Trotz aller modernen Bestrebungen der neugriechischen Gesellschaft glauben viele kinderlose Frauen, durch Gebete und Heiligenverehrung ihr Problem lösen zu können. Viele gläubige Frauen führen die Erfüllung eines lange gehegten Kinderwunsches auf den Besuch eines der Wallfahrtsorte, z. B. der Kirche des heiligen Raphael auf der Insel Mytilini (Lesbos) oder des Klosters der heiligen Irini Chrysovalantou in Lykovrisi (Attika) zurück und nennen ihr Kind nach dem dort verehrten Heiligen.

## Kurz- und Kosenamen
Sehr oft werden griechische Vornamen abgekürzt, dies gilt sowohl für weibliche als auch für männliche Vornamen.
Zum einen liegt das daran, dass griechische Namen oft relativ lang sind und es sich im alltäglichen Sprachgebrauch anbietet, diese abzukürzen. Andererseits kommen manche Namen sehr häufig vor, so dass durch die verschiedenen Koseformen eines Namens Verwechslungen vermieden werden können.
Traditionell werden Vornamen in Griechenland von anderen Familienmitgliedern abgeleitet. So erhält der erste Sohn eines Paares in aller Regel den Vornamen des Großvaters väterlicherseits, die erste Tochter den der Großmutter väterlicherseits; der zweite Sohn wird dann nach dem Großvater mütterlicherseits, die zweite Tochter nach der Großmutter mütterlicherseits benannt. Obwohl dieser Brauch im modernen, urbanen Griechenland teilweise in Frage gestellt wird, wird er in weiten Teilen des Landes nach wie vor praktiziert. So kommt es häufig vor, dass bei Familientreffen mehrere Kinder einer Generation auf denselben Namen hören. Zur Unterscheidung der Personen in einer Familie werden Kurz- und Koseformen benutzt.
Diese haben den Charakter eines richtigen Vornamens. Trotzdem wird auf amtlichen Dokumenten ausschließlich die lange Form geschrieben. Ein Alex oder Alexis wird auf amtlichen Dokumenten immer Alexandros heißen.

### Bildung der Kurznamen
Die Kurzformen werden meist gebildet
- aus der Verkürzung auf einen von zwei Stämmen: Θεμιστοκλής (Themistoklis) wird Θέμης (Themis), Θεοδώρα (Theodora) wird Δώρα (Dora).
- aus der Reduktion auf die erste Silbe plus Endung: Χριστίνα (Christina) wird Χρίση (Chrisi).
- aus der Verkürzung eines Namens, wie sie sich durch die Sprachgeschichte ergeben hat: Ιωάννης (Ioannis) wird Γιάννης (Giannis, gesprochen Jannis).
- aus dem auslautenden Konsonanten des Stammes zusammen mit der Endung: Ιορδάνης (Iordanis) wird Δάνης (Danis).

### Koseformen
Oft wird beim Abkürzen eine Form der Verniedlichung benutzt und ein Diminutiv-Suffix (ähnlich dem deutschen
-chen oder -lein) an den Namen gehängt.
Im Griechischen sind das in der Regel folgende Suffixe:
- -άκης (-akis) und -ούλης (-ulis) bei Männernamen
- -ίτσα (-itza) und -ούλα (-ula) bei Frauennamen, seltener auch -ώ (-o)

Beispiele:
- Πέτρος (Petros) – Πετρούλης / Πετράκης (Petroulis/Petrakis) – (etwa „Peter“ – „Peterchen“/„Peterle“)
- Ελένη (Eleni) – Ελενίτσα (Elenitsa) – (etwa „Helene“ – „Lenchen“)
- Άννα (Anna) – Αννούλα / Αννιώ (Annoula/Annio) – („Anna“ – „Ännchen“)

Nicht alle Namen können mittels derselben Suffixe verniedlicht werden. Die Suffix-Bildung unterliegt verschiedenen grammatischen bzw. Wortbildungsregeln, wie sie in jeder Sprache existieren.

### Kurzformen der Koseformen
Auch aus den Koseformen können wieder neue Kurznamen gebildet werden, bei denen der eigentliche Wortstamm verloren geht, z. B. aus Πετρούλης (Petroulis) wird Ρούλης (Roulis).
Auf diese Weise entstehen die häufigen griechischen Kurzformen auf -akis (z. B. Sakis, Takis, Lakis, Makis) und -oula (z. B. Voula, Soula, Roula, Toula).

## Deklination
Die griechischen Vornamen werden, wie alle griechischen Eigennamen, dekliniert und (außer in der Anrede) mit dem bestimmten Artikel gebraucht.
Die neugriechische Sprache kennt vier Fälle (πτώσεις) bei der Deklination von Nomen (ουσιαστικά), wobei in diesem Zusammenhang besonders auf den im Deutschen nicht vorhandenen „Anredefall“ Vokativ zu achten ist:
1. onomastiki (ονομαστική) / Nominativ
2. geniki (γενική) / Genitiv
3. etiatiki (αιτιατική) / Akkusativ
4. klitiki (κλητική) / der Anredefall Vokativ

Man sollte anmerken, dass durch den Wegfall des noch im Altgriechischen vorhanden gewesenen Dativs, viele seiner Funktionen auf den Genitiv übertragen wurden.
Da Personennamen wie Nomen dekliniert werden, gelten folgende Regeln:
| Endung    | -os (Dimotiki)*           | -os (Katharevousa)*         | -as                   | -is                       |
| --------- | ------------------------- | --------------------------- | --------------------- | ------------------------- |
| Nominativ | ο Γιώργος (o Giorgos)     | ο Γεώργιος (o Georgios)     | ο Κώστας (o Kostas)   | ο Δημήτρης (o Dimitris)   |
| Genitiv   | του Γιώργου (tou Giorgou) | του Γεωργίου (tou Georgiou) | του Κώστα (tou Kosta) | του Δημήτρη (tou Dimitri) |
| Akkusativ | τον Γιώργο (ton Giorgo)   | τον Γεώργιο (ton Georgio)   | τον Κώστα (ton Kosta) | τον Δημήτρη (ton Dimitri) |
| Vokativ   | Γιώργο! (Giorgo)          | Γεώργιε! (Georgie)          | Κώστα! (Kosta)        | Δημήτρη! (Dimitri)        |

* bei bestimmten Namen gibt es mehrere (zulässige) Varianten, siehe hierzu den Unterschied zwischen Katharevousa und Dimotiki.
Die Endung -s wird für männliche Vornamen also nur (und ausschließlich) im Nominativ benutzt. Ein Mann, der Giannis heißt, wird Gianni angesprochen. Bei weiblichen Vornamen ist die Deklination ebenfalls von der Endung (-a, -i, -o) abhängig, in der Regel aber lauten der feminine Nominativ und Vokativ gleich. Für weitere Informationen zur neugriechischen Sprache siehe unter Neugriechische Sprache. 

## Namenstag
Der Namenstag wird als persönlicher Feiertag in Griechenland hochgehalten, er ist wichtiger als der Geburtstag. Große Feiertage dieser Art sind z. B. der 21. Mai, der Namenstag aller Konstantinos und Eleni getauften, oder der 26. Oktober für den Namen Dimitris und Dimitra. Die Termine sind dem griechischen Kirchen-Kalender zu entnehmen.

## Männliche griechische Vornamen und ihre deutschen Entsprechungen
Die Akzente auf den Transkriptionen der Griechischen Namen geben die betonte Silbe an. Transkribiert wird nach der Wikipedia-Namenskonvention Neugriechisch.

### A
| Langform                   | Kurzform(en)                               | griech. Schreibweise                                 | deutsche / lateinische Entsprechung bzw. Transkription | Namenstag                                 |
| -------------------------- | ------------------------------------------ | ---------------------------------------------------- | ------------------------------------------------------ | ----------------------------------------- |
| Achilléas                  |                                            | Αχιλλέας                                             | Achill                                                 | 25. April                                 |
| Adám                       | Mákis                                      | Αδάμ                                                 | Adam                                                   | 14. Januar                                |
| Adamántios                 | Diamantís                                  | Αδαμάντιος                                           |                                                        |                                           |
| Adrianós                   |                                            | Αδριανός                                             | Adrian                                                 | 26. August                                |
| Agamémnon(as)              | Ágis                                       | Αγαμέμνων(ας)                                        | Agamemnon                                              |                                           |
| Agápios                    |                                            | Αγάπιος                                              |                                                        | 15. März, 3. Dezember                     |
| Agathoklís                 |                                            | Αγαθοκλής                                            |                                                        | 09. September                             |
| Agathónikos                |                                            | Αγαθόνικος                                           |                                                        |                                           |
| Angelos                    | Aggélis                                    | Άγγελος                                              | Angelus                                                | 8. November                               |
| Agisílaos                  |                                            | Αγησίλαος                                            |                                                        |                                           |
| Aigéfs                     | Aigéas, Géas                               | Αιγεύς                                               | Aigeus                                                 |                                           |
| Ainías (eigentlich: Enías) |                                            | Αινείας                                              | Äneas                                                  |                                           |
| Akákios                    | Káchis, Kákis                              | Ακάκιος                                              |                                                        | 28. Juli                                  |
| Aléxandros                 | Ákis, Alékos, Aléxis, Lékos                | Αλέξανδρος                                           | Alexander, Alex                                        | 30. August                                |
| Aléxios                    | Aléxis                                     | Αλέξιος                                              | Alexius, Alex                                          | 17. März                                  |
| Alkéos                     | Álkis                                      | Αλκαίος                                              |                                                        |                                           |
| Alkiviádis                 | Álkis                                      | Αλκιβιάδης                                           | Alkibiades                                             | 16. August                                |
| Alkínoos                   | Álkis                                      | Αλκίνοος                                             |                                                        |                                           |
| Alvértos                   |                                            | Αλβέρτος                                             | Albert                                                 |                                           |
| Anárgiros                  | Argíris                                    | Ανάργυρος                                            |                                                        |                                           |
| Anastásios                 | Tásos, Anastásis, Anéstis, Σακις, Soúlis   | Αναστάσιος, Τάσος, Αναστάσης, Ανέστης, Sakis, Σόυλις | Anastasios                                             | 22. Januar, 12. April                     |
| Anaxímandros               |                                            | Αναξίμανδρος                                         | Anaximander                                            |                                           |
| Anaximénis                 | Ménis                                      | Αναξιμένης                                           | Anaximenes                                             |                                           |
| Andréas                    | Andríkos                                   | Ανδρέας, Αντρέας                                     | Andreas                                                | 30. November                              |
| Androklís                  |                                            | Ανδροκλής                                            | Androkles                                              |                                           |
| Andrónikos                 |                                            | Ανδρόνικος                                           |                                                        | 17. Mai, 30. Juli                         |
| Anéstis                    |                                            | Ανέστης                                              |                                                        |                                           |
| Ánthimos                   |                                            | Άνθιμος                                              |                                                        | 7. Juni, 3. September                     |
| Antónios                   | Antónis, Antonákis, Nákos, Tónis, Tóni     | Αντώνιος                                             | Anton                                                  | 17. Januar                                |
| Apollon                    |                                            | Απολλών                                              | Apoll(on)                                              | 5. Juni                                   |
| Apollonios                 |                                            | Απολλώνιος                                           | Apoll(on)                                              | 23. Juli                                  |
| Apóstolos                  | Apostólis, Tólis                           | Απόστολος                                            |                                                        | 30. Juni, 16. August                      |
| Archondís                  |                                            | Αρχοντής                                             |                                                        |                                           |
| Argírios                   | Árgiros, Argíris                           | Αργύριος                                             |                                                        | 1. Juli                                   |
| Áris                       |                                            | Άρης                                                 | Ares                                                   | 13. September, 13. Dezember, 19. Dezember |
| Arístarchos                |                                            | Αρίσταρχος                                           | Aristarch                                              |                                           |
| Aristídis                  | Arístos, Áris                              | Αριστείδης                                           |                                                        | 13. September                             |
| Aristódimos                | Dímos                                      | Αριστόδιμος                                          |                                                        |                                           |
| Aristofánis                | Fánis                                      | Αριστοφάνης                                          | Aristophanes                                           |                                           |
| Aristogénis                |                                            | Αριστογένης                                          |                                                        |                                           |
| Aristoménis                |                                            | Αριστομένης                                          |                                                        |                                           |
| Aristotélis                | Áris, Télis                                | Αριστοτέλης                                          | Aristoteles                                            |                                           |
| Armándos                   |                                            | Αρμάνδος                                             | Armando                                                |                                           |
| Arsénios                   |                                            | Αρσένιος                                             | Arsenis                                                | 8. Mai, 10. November                      |
| Artémios                   |                                            | Αρτέμιος                                             |                                                        | 20. Oktober                               |
| Asimákis                   |                                            | Ασημάκης                                             |                                                        |                                           |
| Asklipiós                  |                                            | Ασκληπιός                                            | Asklepios/Äskulap                                      |                                           |
| Astérios                   | Astéris, Astrís                            | Αστέριος                                             |                                                        | 7. August                                 |
| Astiánax                   |                                            | Αστυάναξ                                             | Astyanax                                               |                                           |
| Athanásios                 | Násos, Sákis, Thanásis, Thanasákis, Thános | Αθανάσιος                                            | Athanasios                                             | 18. Januar                                |
| Athinagóras                |                                            | Αθηναγόρας                                           |                                                        | 24. Juli                                  |
| Athinódoros                |                                            | Αθηνόδωρος                                           |                                                        |                                           |
| Avgerinós                  | Avgerís                                    | Αυγερινός                                            |                                                        | 2. Mai                                    |
| Avgoustínos                | Avgoustís, Avgoustos                       | Αυγουστίνος                                          | Augustin                                               | 15. Juni                                  |
| Avraám                     |                                            | Αβραάμ                                               | Abraham                                                | 9. Oktober, 29. Oktober                   |

### B
| Langform | Kurzform(en) | griech. Schreibweise | deutsche Ableitung / Entsprechung | Namenstag |
| -------- | ------------ | -------------------- | --------------------------------- | --------- |

### C
| Langform       | Kurzform(en)                              | griech. Schreibweise                           | deutsche Ableitung / Entsprechung | Namenstag    |
| -------------- | ----------------------------------------- | ---------------------------------------------- | --------------------------------- | ------------ |
| Charálambos    | Charalambis, Babis, Charis, Harry, Lambis | Χαράλαμπος, Χαραλάμπης, Μπάμπης, Χάρης, Λάμπης |                                   | 10. Februar  |
| Charílaos      | Cháris                                    | Χαρίλαος, Χάρης                                |                                   |              |
| Charísis       |                                           | Χαρίσης                                        |                                   |              |
| Christódoulos  |                                           | Χριστόδουλος                                   |                                   | 16. März     |
| Christóforos   | Χριστιάς                                  | Χριστόφορος                                    | Christoph                         | 09. Mai      |
| Chrístos       |                                           | Χρήστος                                        | Chrest (veraltet)                 | 25. Dezember |
| Chrysanthos    |                                           | Χρύσανθος                                      |                                   | 19. März     |
| Chrysóstomos   |                                           | Χρυσόστομος                                    |                                   | 27. Januar   |
| Chrysovalándis | Valándis, Chriso                          | Χρυσοβαλάντης                                  |                                   | 28. Juli     |

### D
| Langform    | Kurzform(en)                          | griech. Schreibweise                             | deutsche Ableitung / Entsprechung | Namenstag             |
| ----------- | ------------------------------------- | ------------------------------------------------ | --------------------------------- | --------------------- |
| Daniil      | Danilos                               | Δανιήλ                                           | Daniel                            | 17. Dezember          |
| Damianós    | Dámis                                 | Δαμιανός                                         | Damian                            | 1. Juli, 1. November  |
| David       |                                       | Δαβίδ, Δαυίδ                                     | David                             | 26. Juni, 1. November |
| Diamantís   |                                       | Διαμαντής eigentlich Αδαμάντιος                  |                                   |                       |
| Dimítrios   | Dimítris, Dímis, Mímis, Mítsos, Tákis | Δημήτριος, Δημήτρης, Δίμης, Μίμης, Μίτσος, Τάκης | Demetrius                         | 26. Oktober           |
| Dimosthénis | Dímos                                 | Δημοσθένης                                       | Demosthenes                       |                       |
| Diogénis    |                                       | Διογένης                                         | Diogenes                          | 05. Dezember          |
| Dorimédon   |                                       | Δοριμέδων                                        |                                   |                       |
| Dionýsios   | Dionýssis, Dios                       | Διονύσιος                                        | Dionysius                         | 18. Mai, 19. Juli     |

### E
| Langform    | Kurzform(en)                      | griech. Schreibweise | deutsche Ableitung / Entsprechung | Namenstag                    |
| ----------- | --------------------------------- | -------------------- | --------------------------------- | ---------------------------- |
| Efstáthios  | Státhis                           | Ευστάθιος            |                                   | 28. Juli, 20. September      |
| Efstratios  | Stratos, Stratis                  | Ευστράτιος           |                                   | 9. Januar, 13. Dezember      |
| Efthýmios   | Thímios, Thémis, Efthímis, Mákis  | Ευθύμιος             |                                   | 20. Januar                   |
| Elefthérios | Leftéris                          | Ελευθέριος           | Eleutherius                       | 15. Dezember                 |
| Emílios     | Emilianós, Milios                 | Αιμίλιος             | Emil                              | 22. Mai, 18. Juli, 8. August |
| Emmanouíl   | Manólis, Manolios, Manolos, Manos | Εμμανουήλ            | Emanuel                           | 24. Dezember                 |
| Erotókritos | Éros                              | Ερωτόκριτος          |                                   |                              |
| Ernestos    | Nestos, Anestis                   | Ερνέστος             | Ernst                             |                              |
| Evángelos   | Vangélis, Vangos                  | Ευάγγελος            | Vangelis                          | 25. März                     |
| Evdóxios    |                                   | Ευδόξιος             |                                   |                              |
| Evgénios    |                                   | Ευγένιος             | Eugen                             | 7. März, 13. Dezember        |
| Evripídis   | Évros                             | Ευριπίδης            | Euripides                         |                              |

### F
| Langform   | Kurzform(en) | griech. Schreibweise | deutsche Ableitung / Entsprechung | Namenstag                         |
| ---------- | ------------ | -------------------- | --------------------------------- | --------------------------------- |
| Fédon      |              | Φαίδων(ας)           |                                   |                                   |
| Fótios     | Fotis; Foti  | Φώτης                |                                   | 6. Januar, 6. Februar, 12. August |
| Fílippos   |              | Φίλιππος             | Philipp                           | 11. Oktober, 14. November         |
| Frangískos |              | Φραγκίσκος           | Franziskus, Franz                 |                                   |
| Frideríkos |              | Φρειδερήκος          | Friedrich, Fritz                  |                                   |

### G
| Langform   | Kurzform(en)                        | griech. Schreibweise | deutsche Ableitung / Entsprechung | Namenstag            |
| ---------- | ----------------------------------- | -------------------- | --------------------------------- | -------------------- |
| Gavriíl    | Gavrílis, Gavrilís                  | Γαβριήλ              | Gabriel                           | 8. November          |
| Galaktíon  | Galaktíonas, Galátis, Galátios      | Γαλακτίων            |                                   |                      |
| Gerásimos  | Mákis, Míkis, Símos                 | Γεράσιμος            |                                   | 4. März              |
| Germanós   | Manos                               | Γερμανός             | Hermann                           | 12. Mai, 28. Juni    |
| Gouliélmos |                                     | Γουλιέλμος           | Wilhelm                           |                      |
| Geórgios   | Giórgos, Giorgís, Giorgítsas, Gogós | Γεώργιος             | Georg                             | 23. April            |
| Grigórios  | Grigoris                            | Γρηγόριος            | Gregor                            | 10. Januar, 16. März |

### I
| Langform   | Kurzform(en) | griech. Schreibweise | deutsche Ableitung / Entsprechung | Namenstag              |
| ---------- | ------------ | -------------------- | --------------------------------- | ---------------------- |
| Iáson      |              | Ιάσον                | Jason                             | 29. April              |
| Ilías      |              | Ηλίας                | Elias, Ilja                       | 20. Juli               |
| Ioakím     |              | Ιωακείμ              | Joachim                           | 9. September           |
| Ioánnis    | Giánnis      | Ιωάννης              | Johann, Hans                      | 7. Januar              |
| Iordánis   |              | Ιορδάνης             | Jordan                            | 6. Januar              |
| Iosif      | Sifis        | Ιωσήφ                | Joseph                            | 31. Juli               |
| Ippokrátis |              | Ιπποκράτης           | Hippokrates                       |                        |
| Iraklis    |              | Ηρακλής              | Herakles                          | 10. April              |
| Isaak      | Sakis        | Ισαάκ, Σάκης         | Isaak                             | 30. Mai, 22. September |

### K
| Langform     | Kurzform(en)                  | griech. Schreibweise | deutsche Ableitung / Entsprechung | Namenstag            |
| ------------ | ----------------------------- | -------------------- | --------------------------------- | -------------------- |
| Károlos      |                               | Κάρολος              | Karl                              |                      |
| Kássandros   |                               | Κάσσανδρος           |                                   |                      |
| Kímon        | Kimmon                        | Κίμων(ας)            |                                   |                      |
| Konstandínos | Kóstas, Kostís, Kotso, Ntinos | Κωνσταντίνος         | Konstantin                        | 21. Mai              |
| Kosmás       |                               | Κοσμάς               | Kosmas                            | 1. Juli, 1. November |
| Kleanthis    |                               | Κλεάνθης             |                                   |                      |
| Ktesias      |                               | Κτεσίας              |                                   |                      |
| Kylon        |                               | Κυλον                |                                   |                      |
| Kyriakos     | Koulis, Kyris                 | Κυριάκος             |                                   | 29. September        |
| Karthus      | Karthu                        |                      |                                   |                      |

### L
| Langform | Kurzform(en) | griech. Schreibweise | deutsche Ableitung / Entsprechung | Namenstag   |
| -------- | ------------ | -------------------- | --------------------------------- | ----------- |
| Lázaros  | Laza, Lazi   | Λάζαρος              | Lazarus                           | 4. April    |
| Léandros |              | Λέανδρος             | Leander                           | 13. März    |
| Leftéris |              | Λευτέρης             |                                   |             |
| Leonídas |              | Λεωνίδας             | Leonidas / Leon                   | 15. April   |
| Línos    |              | Λίνος                | Linus                             | 5. November |
| Loukás   |              | Λουκάς               | Lukas, Lucas                      | 18. Oktober |

### M
| Langform  | Kurzform(en) | griech. Schreibweise | deutsche Ableitung / Entsprechung | Namenstag           |
| --------- | ------------ | -------------------- | --------------------------------- | ------------------- |
| Manólis   |              | Μανόλης              | Manuel                            |                     |
| Mános     |              | Μάνος                |                                   |                     |
| Marínos   |              | Μαρίνος              |                                   |                     |
| Mários    |              | Μάριος               | Mario, Marius                     |                     |
| Márkos    |              | Μάρκος               | Markus                            | 29. März, 25. April |
| Menélaos  | Lákis        | Μενέλαος             |                                   |                     |
| Michaíl   |              | Μιχαήλ               | Michael                           | 8. November         |
| Michális  |              | Μιχάλης              |                                   |                     |
| Mínos     |              | Μίνως                |                                   |                     |
| Miltiádis | Miltos       | Μιλτιάδης            | Miltiades                         |                     |

### N
| Langform  | Kurzform(en)   | griech. Schreibweise | deutsche Ableitung / Entsprechung | Namenstag                     |
| --------- | -------------- | -------------------- | --------------------------------- | ----------------------------- |
| Nektários |                | Νεκτάριος            |                                   | 9. November                   |
| Nikólaos  | Níkos, Nikólas | Νικόλαος             | Nikolaus, Klaus                   | 6. Dezember                   |
| Nikifóros |                | Νικηφόρος            |                                   | 9. Februar, 13. März, 2. Juni |
| Nikandros | Niki, Nik      |                      | Nicandro                          | 17. Juni                      |
| Nikanor   | Nik, Niko      |                      | Nick                              | 10. Januar                    |

### O
| Langform | Kurzform(en) | griech. Schreibweise | deutsche Ableitung / Entsprechung | Namenstag    |
| -------- | ------------ | -------------------- | --------------------------------- | ------------ |
| Odysséas | Soúlis       | Οδυσσέας             | Odysseus                          |              |
| Ómiros   |              | Όμηρος               | Homer                             |              |
| Oréstis  |              | Ορέστης              | Orestes                           | 10. November |
| Orféfs   | Orféas       | Ορφεύς               | Orpheus                           |              |

### P
| Langform        | Kurzform(en)          | griech. Schreibweise  | deutsche Ableitung / Entsprechung | Namenstag                      |
| --------------- | --------------------- | --------------------- | --------------------------------- | ------------------------------ |
| Panagiótis      | Panaís, Pános, Giótis | Παναγιώτης            | Panagiotis                        | 15. August                     |
| Pandeleimon(as) | Pantelís              | Παντελεήμων, Παντελής |                                   | 27. Juli                       |
| Paisios         | Paisís                | Παΐσης                |                                   | 19. Juni                       |
| Páris           |                       | Πάρης                 |                                   |                                |
| Paschális       |                       | Πασχάλης              | Pascal                            | Ostern                         |
| Pavlos          |                       | Παύλος                | Paul                              | 29. Juni,                      |
| Períandros      | Péris                 | Περίανδρος            |                                   |                                |
| Periklís        | Péris                 | Περικλής              | Perikles                          | 10. April                      |
| Pétros          |                       | Πέτρος                | Peter                             | 29. Juni                       |
| Platon          |                       | Πλάτων                | Platon                            | 18. November                   |
| Polývios        |                       | Πολύβιος              | Polybios                          |                                |
| Péristeris      | Peris                 |                       |                                   |                                |
| Perseus         | Percy                 | Περσέας               |                                   |                                |
| Prokopios       | Prokopis              | Προκόπιος, Προκόπης   |                                   | 27. Februar, 25. Juni, 8. Juli |

### R
| Langform | Kurzform(en) | griech. Schreibweise | deutsche Ableitung / Entsprechung | Namenstag   |
| -------- | ------------ | -------------------- | --------------------------------- | ----------- |
| Rafael   |              | Ραφαήλ               | Rafael                            | 8. November |

### S
| Langform  | Kurzform(en)   | griech. Schreibweise | deutsche Ableitung / Entsprechung | Namenstag                                 |
| --------- | -------------- | -------------------- | --------------------------------- | ----------------------------------------- |
| Sávvas    |                | Σάββας               |                                   | 5. Dezember                               |
| Serafím   |                | Σεραφείμ             | Seraphinus                        | 2. Januar, 6. Mai, 4. Dezember            |
| Sidéris   |                | Σιδέρης              |                                   |                                           |
| Sílas     |                | Σίλας                |                                   |                                           |
| Sokrátis  |                | Σωκράτης             | Sokrates                          | 21. Oktober                               |
| Sotírios  | Sotíris        | Σωτήριος             |                                   | 6. August                                 |
| Spyrídon  | Spýros         | Σπυρίδων             |                                   | 12. Dezember (11. August)                 |
| Stamátis  |                | Σταμάτης             |                                   | 3. Februar                                |
| Státhis   |                | Στάθης               |                                   |                                           |
| Stávros   | Táwo           | Σταύρος              |                                   | 14. September                             |
| Stéfanos  | Steffos, Fanis | Στέφανος             | Stephan / Stefan                  | 27. Dezember                              |
| Stélios   |                | Στέλιος              |                                   |                                           |
| Stylianós |                | Στυλιανός            |                                   | 26. November                              |
| Symeón    |                | Συμεών               | Simon                             | 3. Februar, 12. März, 27. April, 21. Juli |

### T
| Langform     | Kurzform(en)                 | griech. Schreibweise | deutsche Ableitung / Entsprechung | Namenstag                         |
| ------------ | ---------------------------- | -------------------- | --------------------------------- | --------------------------------- |
| Taxiárchis   |                              | Ταξιάρχης            |                                   |                                   |
| Telemachos   |                              | Τηλέμαχος            |                                   | 01. Januar                        |
| Thalís       |                              | Θαλής                |                                   |                                   |
| Thanássis    | Thános, Sákis                | Θανάσης              |                                   |                                   |
| Theagenis    | Genis                        | Θεαγένης             |                                   |                                   |
| Themistoklís | Thémis                       | Θεμιστοκλής          |                                   | 21. Dezember                      |
| Theocháris   | Cháris                       | Θεοχάρης             |                                   | 15. April                         |
| Theódoros    | Thódoras, Thodorós, Thodorís | Θεόδωρος             | Theodor, Theo                     | 28. Februar                       |
| Theofánis    | Théo(s), Fánis               | Θεοφάνης             |                                   | 12. März, 19. August, 11. Oktober |
| Theófanos    |                              | Θεόφανος             |                                   | 6. Januar                         |
| Theófilos    |                              | Θεόφιλος             | Theophil / Gottlieb               | 8. Juli                           |
| Theófrastos  |                              | Θεόφραστος           |                                   |                                   |
| Thomás       |                              | Θωμάς                | Thomas                            | 19. April                         |
| Thrasývoulos |                              | Θρασύβουλος          |                                   |                                   |
| Tímon        |                              | Τίμων(ας)            |                                   | 28. Juli                          |
| Timótheos    | Tímos                        | Τιμόθεος             | Tim                               | 22. Januar, 3. Mai, 16. August    |
| Traianós     |                              | Τραϊανός             |                                   |                                   |
| Triandáfilos |                              | Τριαντάφυλλος        |                                   | 8. August                         |

### V
| Langform     | Kurzform(en)                      | griech. Schreibweise | deutsche Ableitung / Entsprechung | Namenstag            |
| ------------ | --------------------------------- | -------------------- | --------------------------------- | -------------------- |
| Váios        |                                   | Βάιος                |                                   |                      |
| Valántios    | Valántis                          | Βαλάντιος            |                                   |                      |
| Valentínos   | Ntínos, Valentíno, Valentíon      | Βαλεντίνος           | Valentin                          |                      |
| Valérios     | Valerianós, Valerís, Válios       | Βαλέριος             | Valerius                          | 22. November         |
| Varnávas     |                                   | Βαρνάβας             | Barnabas                          | 11. Juni,            |
| Valentína    | Válentos                          | Βαλεντίνα            | Valentin                          | 12. Juni,            |
| Vartholoméos |                                   | Βαρθολομαίος         | Bartholomäus                      | 11. Juni, 25. August |
| Vasílios     | Bílis, Vasílis, Vasslákis, Vássos | Βασίλειος Βασιλη(ς)  | Basilius                          | 1. Januar            |
| Velissários  |                                   | Βελισσάριος          |                                   |                      |
| Venédiktos   |                                   | Βενέδικτος           | Benedikt                          | 14. März             |
| Vissaríon    | Vissaríonas                       | Βησσαρίων            |                                   |                      |
| Vikéntios    | Vikentís                          | Βικέντιος            | Vincent                           |                      |
| Víktor       | Víktoras                          | Βίκτωρ(ας)           | Viktor                            | 11. November         |
| Vladímiros   | Vlántis                           | Βλαδίμηρος           | Vladimir                          |                      |
| Vlássios     | Vlásis, Vlasos                    | Βλάσσης              | Blasius                           | 11. Februar          |
| Vrasídas     |                                   | Βρασίδας             |                                   |                      |
| Výron        | Výronas                           | Βύρων                |                                   |                      |

### X
| Langform     | Kurzform(en) | griech. Schreibweise | deutsche Ableitung / Entsprechung | Namenstag  |
| ------------ | ------------ | -------------------- | --------------------------------- | ---------- |
| Xenofón(das) | Fóndas       | Ξενοφών(τας)         |                                   | 26. Januar |

### Y
| Langform   | Kurzform(en) | griech. Schreibweise | deutsche Ableitung / Entsprechung | Namenstag |
| ---------- | ------------ | -------------------- | --------------------------------- | --------- |
| Ypsilándis |              | Υψηλάντης            |                                   |           |

### Z
| Langform  | Kurzform(en) | griech. Schreibweise | deutsche Ableitung / Entsprechung | Namenstag              |
| --------- | ------------ | -------------------- | --------------------------------- | ---------------------- |
| Zéfs      | Días         | Ζεύς                 | Zeus                              |                        |
| Zisimos   | Zisis        | Ζίσημος/Ζήσης        |                                   |                        |
| Zacharias |              | Ζαχαρίας             |                                   | 30. März, 5. September |

Weibliche Vornamen – Männliche Vornamen

## Weibliche griechische Vornamen und ihre deutschen Entsprechungen

### A
| Langform                 | Kurzform(en)                                            | griech. Schreibweise | deutsche / lateinische Entsprechung bzw. Transkription | Namenstag                           |
| ------------------------ | ------------------------------------------------------- | -------------------- | ------------------------------------------------------ | ----------------------------------- |
| Adamantía                | Amánta, Diamantó, Diamantoúla                           | Αδαμαντία            |                                                        |                                     |
| Adrianí                  | Adriana, Antriana                                       | Αδριανή              | Adriana                                                | 30. November                        |
| Afrodíti                 |                                                         | Αφροδίτη             | Aphrodite                                              | 1. September                        |
| Agápi                    |                                                         | Αγάπη                |                                                        | 17. September                       |
| Agathí                   | Agathia, Agatho, Agathula                               | Αγαθή                | Agathe                                                 | 5. Februar                          |
| Agathoníki               |                                                         | Αγαθονίκη            |                                                        |                                     |
| Aglaía                   |                                                         | Αγλαΐα               | Aglaia, Aglaja                                         | 19. Dezember                        |
| Agní                     |                                                         | Αγνή                 | Agnes                                                  | 21. Januar                          |
| Aígli (eigentlich: Égli) |                                                         | Αίγλη                |                                                        |                                     |
| Akriví                   |                                                         | Ακριβή               |                                                        |                                     |
| Alexandra                | Aléka, Ándra                                            | Αλεξάνδρα            | Alexandra                                              | 21. April, 30. August               |
| Alexía                   | Alexoula                                                | Αλεξία               | Alexa                                                  | 17. März                            |
| Alíki                    |                                                         | Αλίκη                | Alice                                                  |                                     |
| Alkióni                  |                                                         | Αλκυόνη              |                                                        |                                     |
| Álkisti                  |                                                         | Άλκηστη              | Alkeste                                                |                                     |
| Alkmíni                  | Alkminió                                                | Αλκμήνη              | Alkmene                                                |                                     |
| Amalía                   | Lilía                                                   | Αμαλία               | Amalie                                                 |                                     |
| Anárgiri                 | Anargiroúla, Argiroúla                                  | Ανάργυρη             |                                                        |                                     |
| Anastasía                | Stása, Tassía                                           | Αναστασία            | Anastasia                                              | 12. April                           |
| Anatolí                  | Tólia                                                   | Ανατολή              |                                                        |                                     |
| Andromáchi               | Máchi                                                   | Ανδρομάχη            | Andromache                                             |                                     |
| Angelikí                 | Ángela, Angelína, Angéla, Angelikoúla, Ángela, Ángi     | Αγγελική             | Angelina, Angelika                                     | 8. November                         |
| Ánna                     | Annéta, Anníta, Annoúla, Annió                          | Άννα                 | Anna, Anne                                             | 25. Juli, 9. September, 9. Dezember |
| Antigóni                 | Ánti, Góni, Nítsa                                       | Αντιγόνη             | Antigone                                               | 1. September                        |
| Ánthi                    | Anthía, Anthoúla                                        | Ανθή                 |                                                        | 15. Dezember                        |
| Ánthimi                  |                                                         | Άνθιμη               |                                                        |                                     |
| Antonía                  | Antonoúla, Tónia                                        | Αντωνία              | Antonia, Tonia                                         | 17. Januar                          |
| Apostolía                | Apostolína, Lía, Lína, Polína                           | Αποστολία            |                                                        |                                     |
| Appolonía                |                                                         | Αππολωνία            | Apollonia                                              | 9. Februar                          |
| Archontía                | Archontí, Archontiá, Archóntissa, Archontó, Archontoúla | Αρχοντία             |                                                        |                                     |
| Aretí                    | Aretoúsa, Aretoula                                      | Αρετή                |                                                        |                                     |
| Argyró                   | Argiroúla, Roúla                                        | Αργυρώ               |                                                        | 1. Juli                             |
| Ariádni                  | Ariána                                                  | Αριάδνη              | Ariadne                                                | 18. September                       |
| Aristéa                  | Aristí, Tea                                             | Αριστέα              |                                                        |                                     |
| Ártemis                  | Ártemi, Artemía, Artemída, Artemisía                    | Άρτεμις              | Diana                                                  |                                     |
| Asimína                  | Mína                                                    | Ασημίνα              |                                                        |                                     |
| Aspasía                  | Áspa, Sía                                               | Ασπασία              |                                                        | 1. September                        |
| Astamatía                | Máta                                                    | Ασταματία            |                                                        |                                     |
| Astería                  | Asteró, Astrítsa, Astroúla                              | Αστερία              |                                                        |                                     |
| Atalándi                 |                                                         | Αταλάντη             |                                                        |                                     |
| Athanasía                | Nánsi, Nása, Nasía, Soúla, Thanasía, Thanasoúla         | Αθανασία             |                                                        | 18. Januar, 18. April               |
| Athiná                   |                                                         | Αθηνά                | Athene                                                 | 1. September                        |
| Avgí                     | Avgoúla                                                 | Αυγή                 |                                                        |                                     |
| Avgoustía                |                                                         | Αυγουστία            | Augusta                                                |                                     |
| Avgoustína               | Tina                                                    | Αυγουστίνα           | Augusta                                                |                                     |

### B
| Langform | Kurzform(en) | griech. Schreibweise | deutsche Ableitung / Entsprechung | Namenstag |
| -------- | ------------ | -------------------- | --------------------------------- | --------- |
| Béi      |              | Μπέη                 |                                   |           |
| Bía      |              | Μπία                 |                                   |           |

### C
| Langform    | Kurzform(en)     | griech. Schreibweise | deutsche Ableitung / Entsprechung | Namenstag                 |
| ----------- | ---------------- | -------------------- | --------------------------------- | ------------------------- |
| Chaidó      |                  | Χαϊδώ                |                                   | 1. September              |
| Charalambía |                  | Χαραλαμπία           |                                   | 10. Februar               |
| Chariklía   | Charoúla         | Χαρίκλεια            | von Chara, „Freude“               | 10. Februar, 1. September |
| Chionáti    |                  | Χιονάτη              |                                   |                           |
| Christiána  | Chrísi           | Χριστιάνα            | Christiane                        | 24. Juli, 25. Dezember    |
| Christína   | Chrísi           | Χριστίνα             | Christine / Christina             | 24. Juli, 25. Dezember    |
| Chrýsa      | Chrysoúla, Soúla | Χρύσα, Χρυσούλα      |                                   | 25. Dezember              |
| Christofóra |                  | Χριστοφόρα           |                                   |                           |
| Chrysavgí   |                  | Χρυσαυγή             |                                   |                           |
| Chrysáfi    |                  | Χρυσάφη              |                                   |                           |
| Christofíli |                  | Χριστοφίλη           |                                   |                           |
| Chrysánthi  |                  | Χρυσάνθη             |                                   | 25. Oktober               |

### D
| Langform | Kurzform(en) | griech. Schreibweise | deutsche Ableitung / Entsprechung | Namenstag                |
| -------- | ------------ | -------------------- | --------------------------------- | ------------------------ |
| Dáfni    |              | Δάφνη                | Daphne                            |                          |
| Dámaris  |              | Δάμαρις              | Damaris                           |                          |
| Danái    |              | Δανάη                | Danae                             | 16. Januar               |
| Démi     |              | Δέμη                 |                                   |                          |
| Déspina  | Despo        | Δέσποινα             |                                   | 15. August, 21. November |
| Dimitra  | Dimi, Mimi   | Δήμητρα              | Demeter                           | 26. Oktober              |
| Domna    |              | Δόμνα                |                                   | 8. Januar, 28. Dezember  |
| Dorís    |              | Δωρίς                | Doris                             |                          |
| Dorothéa | Doro, Thea   | Δοροθέα              |                                   |                          |

### E
| Langform   | Kurzform(en)                                                                     | griech. Schreibweise | deutsche Ableitung / Entsprechung | Namenstag             |
| ---------- | -------------------------------------------------------------------------------- | -------------------- | --------------------------------- | --------------------- |
| Eftérpi    | Éfi                                                                              | Ευτέρπη              | Euterpe                           | 24. Dezember          |
| Eftychia   | Effie, Effy                                                                      | ευτυχία              |                                   |                       |
| Ekateríni  | Kalotína, Katerína, Katerinió, Katía, Kaiti, Katíga, Katína, Katinió, Rína, Tíga | Αικατερίνη           | Katharina, Katia, Katja           | 25. November          |
| Elefthería | Eli, Ria                                                                         | Ελευθερία            |                                   | 15. Dezember          |
| Élena      | Léna                                                                             | Έλενα                | Helene, Helena                    |                       |
| Eléni      | Lenió, Iaki                                                                      | Ελένη                |                                   | 21. Mai               |
| Elisávet   | Elsa                                                                             | Ελισάβετ             | Elisabeth                         | 24. April             |
| Élli       |                                                                                  | Έλλη                 | Elli, Ellie                       | 24. April             |
| Elpída     |                                                                                  | Ελπίδα               |                                   | 17. September         |
| Emilía     | milianí, Mília                                                                   | Αιμιλία              | Emilia                            |                       |
| Éva        |                                                                                  | Εύα                  | Eva                               |                       |
| Evangelía  | Éva, Lítsa, Vangelió                                                             | Ευαγγελία            |                                   | 25. März              |
| Evanthía   | Éva                                                                              | Ευανθία              |                                   | 11. September         |
| Evdokía    |                                                                                  | Ευδοκία              |                                   | 1. März               |
| Evdoxía    | Éva, Évi, Dóxa, Doxoúla                                                          | Ευδοξία              |                                   | 31. Januar            |
| Evgenía    |                                                                                  | Ευγενία              | Eugenia                           | 7. März, 24. Dezember |
| Evridíki   |                                                                                  | Ευρυδίκη             | Eurydike                          |                       |
| Efstratía  |                                                                                  | Ευστρατία            |                                   |                       |
| Efthalía   | Thalia                                                                           | Ευθαλία              |                                   |                       |
| Efthimía   |                                                                                  | Ευθυμία              |                                   | 20. Januar, 11. Juli  |
| Eftychía   | Tychó                                                                            | Ευτυχεία             | Tyche                             |                       |

### F
| Langform  | Kurzform(en)               | griech. Schreibweise | deutsche Ableitung / Entsprechung | Namenstag              |
| --------- | -------------------------- | -------------------- | --------------------------------- | ---------------------- |
| Faní      | Fanoúla                    | Φανή                 |                                   | 6. Januar              |
| Filíni    |                            | Φιλίνη               |                                   |                        |
| Filíppa   |                            | Φιλίππα              |                                   |                        |
| Fívi      |                            | Φοίβη                | Phoibe/Phoebe                     |                        |
| Fotiní    | Fotó, Fotoú, Fotoúla, Fofò | Φωτεινή              |                                   | 6. Januar, 26. Februar |
| Fróso     | Kurzform von Ephrosini     | Φρόσω                |                                   |                        |
| Frideríki | Riki                       | Φρειδερίκη           | Friederike                        |                        |

### G
| Langform   | Kurzform(en)                                      | griech. Schreibweise | deutsche Ableitung / Entsprechung | Namenstag |
| ---------- | ------------------------------------------------- | -------------------- | --------------------------------- | --------- |
| Galatía    | Galatiá                                           | Γαλατεία             |                                   |           |
| Galíni     |                                                   | Γαλήνη               |                                   | 16. April |
| Garyfalliá |                                                   | Γαρυφαλλιά           |                                   |           |
| Gavriéla   | Aravéla, Gavríla, Gavriilítsa                     | Γαβριέλα             | Gabriella                         |           |
| Gerakína   |                                                   | Γερακίνα             |                                   |           |
| Gesthimaní |                                                   | Γεσθημανή            |                                   |           |
| Georgía    | Georgítsa, Georgoúla, Gítsa, Gogó, Zorzétta, Zéta | Γεωργία              | Georgia                           | 23. April |
| Giasemí    |                                                   | Γιασεμή              |                                   |           |
| Glykería   | Gliki                                             | Γλυκερία             |                                   | 13. Mai   |

### I
| Langform | Kurzform(en) | griech. Schreibweise | deutsche Ableitung / Entsprechung | Namenstag |
| -------- | ------------ | -------------------- | --------------------------------- | --------- |
| Ifigénia | Ifi          | Ιφιγένεια            | Iphigenie/Iphigenia               |           |
| Iléktra  |              | Ηλέκτρα              | Elektra                           |           |
| Ioánna   | Io, Gianna   | Ιωάννα               | Johanna                           | 7. Januar |
| Ioulia   |              | Ιούλια               | Julia                             | 18. Mai   |
| Iríni    | Rena         | Ειρήνη               | Irene                             | 5. Mai    |
| Iró      |              | Ηρώ                  | Hero                              |           |
| Isidora  | Dora         | Ισιδώρα              | Isidora                           |           |
| Ismíni   |              | Ισμήνη               | Ismene                            |           |
| Íra      |              | Ήρα                  | Hera                              |           |

### K
| Langform    | Kurzform(en)                     | griech. Schreibweise   | deutsche Ableitung / Entsprechung | Namenstag    |
| ----------- | -------------------------------- | ---------------------- | --------------------------------- | ------------ |
| Kalomíra    |                                  | Καλομοίρα              |                                   |              |
| Kalliópi    | Kali, Popi                       | Καλλιόπη               |                                   | 8. Juni      |
| Kassándra   |                                  | Κασσάνδρα              | Kassandra                         |              |
| Katerína    | Katína, Rina, Nina, Kaiti, Katia | Κατερίνα, (Αικατερίνη) | Katharina, Katerina               | 27. November |
| Kleoniki    | Niki, Kleo                       | Κλεονίκη               |                                   | 25. April    |
| Kleopátra   | Kleó, Pátra                      | Κλεοπάτρα              | Kleopatra (Begriffsklärung)       | 1. September |
| Konstantína | Ntína                            | Κωνσταντίνα            |                                   |              |
| Kortéssa    |                                  | Κορτέσσα               |                                   |              |
| Kyriakí     | Kiki, Kula, Kitsa                | Κυριακή                |                                   | 7. Juli      |
| Kyra        |                                  | Κύρα                   |                                   |              |

### L
| Langform  | Kurzform(en) | griech. Schreibweise | deutsche Ableitung / Entsprechung | Namenstag                   |
| --------- | ------------ | -------------------- | --------------------------------- | --------------------------- |
| Lambrini  | Brini        | Λαμπρηνή             |                                   | Ostersonntag (gr. orthodox) |
| Laskarina | Rina         | Λασκαρίνα            |                                   |                             |
| Leándra   |              | Λεάνδρα              |                                   |                             |
| Loukia    |              | Λουκία               | Luzia                             | 4. Juli, 13. Dezember       |

### M
| Langform  | Kurzform(en)       | griech. Schreibweise | deutsche Ableitung / Entsprechung | Namenstag                |
| --------- | ------------------ | -------------------- | --------------------------------- | ------------------------ |
| Magdaliní | Mágda              | Μαγδαληνή            | Magdalena                         | 22. Juli                 |
| Mára      |                    | Μάρα                 | Mara                              |                          |
| María     | Máro, Μαίρη, Μαριώ | Μαρία                | Maria                             | 15. August, 21. November |
| Marína    |                    | Μαρίνα               | Marina                            | 17. Juli                 |
| Marika    |                    | Μαρίκα               | Marika, Mareike                   |                          |
| Marilita  |                    | Μαριλίτα             |                                   |                          |
| Marissa   |                    | Μαριδα               |                                   |                          |
| Melani    | Lina               | Μελανή               | Melanie                           | 31. Dezember             |
| Melína    |                    | Μελίνα               | Melina                            |                          |
| Mélissa   |                    | Μέλισσα              | Melissa                           | 6. März                  |
| Merópi    | Μέρη               | Μερόπη               |                                   | 2. Dezember              |
| Myrsini   |                    | Μυρσίνη              |                                   |                          |

### N
| Langform  | Kurzform(en) | griech. Schreibweise | deutsche Ableitung / Entsprechung | Namenstag   |
| --------- | ------------ | -------------------- | --------------------------------- | ----------- |
| Nafsiká   |              | Ναυσικά              |                                   |             |
| Natalía   | Natalítsa    | Ναταλία              | Natalie                           | 26. August  |
| Nektaría  | Néki         | Νεκταρία             |                                   | 9. November |
| Nikolétta |              | Νικολέττα            |                                   | 6. Dezember |
| Nítsa     |              | Νίτσα                |                                   |             |
| Níki      | Níka         | Νίκη                 | Nike                              |             |

### O
| Langform | Kurzform(en) | griech. Schreibweise | deutsche Ableitung / Entsprechung | Namenstag |
| -------- | ------------ | -------------------- | --------------------------------- | --------- |
| Ólga     |              | Όλγα                 | Olga                              | 11. Juli  |
| Ourania  | Rania, Nina  | Ουρανία              | Urania                            | 6. Januar |
| Olymbía  |              | Ολυμπία              | Olympia/Olimpia                   | 11. Mai   |

### P
| Langform    | Kurzform(en)                   | griech. Schreibweise | deutsche Ableitung / Entsprechung | Namenstag          |
| ----------- | ------------------------------ | -------------------- | --------------------------------- | ------------------ |
| Pagóna      | Nítsa/Nona                     | Παγώνα               |                                   |                    |
| Panagióta   | Gióta (Jóta)                   | Παναγιώτα            |                                   | 15. August         |
| Paradiso    |                                | Παραδείσώ            | Paradiso                          |                    |
| Paraskeví   | Paraskevoúla, Vivi, Evi, Voula | Παρασκευή            | Paraskewulla (Wulla)              | 26. Juli           |
| Parthéna    | Parthenópi, Nópi, Thenia       | Παρθένα              | Parthena                          | 7. Februar         |
| Petrula     |                                | Πέτρυλα              | Steinchen                         |                    |
| Pelagía     |                                | Πελαγία              |                                   | 4. Mai, 8. Oktober |
| Peristera   | Peroula, Roula                 | Περιστερα            | Peristera                         |                    |
| Pinelópi    | Pópi                           | Πηνελόπη             | Penelope                          |                    |
| Polychronia | Polly                          | Πολυχρονία           |                                   |                    |
| Polyxéni    | Poly                           | Πολυξένη             | Polyxenia                         | 23. September      |

### R
| Langform | Kurzform(en) | griech. Schreibweise | deutsche Ableitung / Entsprechung | Namenstag |
| -------- | ------------ | -------------------- | --------------------------------- | --------- |
| Ralloú   |              | Ραλλού               |                                   |           |
| Roxáni   |              | Ρωξάνη               | Roxana                            |           |

### S
| Langform  | Kurzform(en)          | griech. Schreibweise | deutsche Ableitung / Entsprechung | Namenstag     |
| --------- | --------------------- | -------------------- | --------------------------------- | ------------- |
| Savína    |                       | Σαβίνα               | Sabina/Sabine                     | 11. März      |
| Selína    |                       | Σελήνα               |                                   |               |
| Selíni    |                       | Σελήνη               |                                   |               |
| Sofía     | Sofoúla               | Σοφία                | Sophia/Sofia/Sofie/Sophie         | 17. September |
| Sotiría   | Sotiroúla, Roúla      | Σωτηρία              |                                   |               |
| Soultána  |                       | Σουλτάνα             |                                   |               |
| Stavroúla | Wúlla, Roula          | Σταυρούλα            | Wulla                             | 14. September |
| Stamatía  | Stama, Matoula, Matou | Σταματία             |                                   |               |
| Stefanía  | Stefanoula, Stefanaki | Στεφανία             | Stefanie/Stephanie, Stefania      | 27. Dezember  |
| Stergianí | Stélla                | Στεργιανή            |                                   |               |
| Stylianí  | Lína, Stella          | Στυλιανή             |                                   | 26. November  |
| Siméla    |                       | Σιμέλα               |                                   |               |

### T
| Langform      | Kurzform(en) | griech. Schreibweise | deutsche Ableitung / Entsprechung | Namenstag              |
| ------------- | ------------ | -------------------- | --------------------------------- | ---------------------- |
| Tatiána       |              | Τατιάνα              | Tatjana                           | 12. Januar             |
| Teresa        | Tessa        | Τερέζα, Τέσσα        | Theresa/Tessa                     |                        |
| Thalia        |              | Θάλεια, Θάλια        |                                   |                        |
| Theanó        |              | Θεανώ                |                                   |                        |
| Thekla        |              | Θέκλα                | Thekla                            | 9. Juni, 24. September |
| Thenia        |              | Θένια                |                                   |                        |
| Theodóra      | Dóra         | Θεοδώρα              | Theodora / Dorothee               | 28. Februar            |
| Theopoúla     |              | Θεοπούλα             |                                   |                        |
| Tía           |              | Τία                  | Tia                               |                        |
| Triantafylliá |              | Τριανταφυλλιά        | Rosa, Rose                        |                        |
| Tsambika      |              | Τσαμπίκα             |                                   |                        |

### V
| Langform    | Kurzform(en)                                     | griech. Schreibweise | deutsche Ableitung / Entsprechung | Namenstag    |
| ----------- | ------------------------------------------------ | -------------------- | --------------------------------- | ------------ |
| Vaía, Vágia |                                                  | Βαΐα, Βάγια          |                                   |              |
| Valentína   | Valentiní, Dína                                  | Βαλεντίνα            | Valentine                         | 12. Februar  |
| Varvára     | Varvarítsa, Varvaroúla, Roúla, Rítsa             | Βαρβάρα              | Barbara                           | 4. Dezember  |
| Valéria     | Valeriána, Vália                                 | Βαλέρια              | Valerie                           |              |
| Vasilikí    | Vásia, Vasilikoúla, Vasilía, Váso, Vasoúla, Víki | Βασιλική             | Vasilia                           | 1. Januar    |
| Venediktíni | Venédikti                                        | Βενεδικτίνη          | Benediktine                       |              |
| Venetía     | Venéta, Vána                                     | Βενετία              | Venezia                           |              |
| Veroníki    | Véra, Vereníki, Verína, Veroúla                  | Βερονίκη             | Veronika                          | 12. Juli     |
| Viktoría    | Víky                                             | Βικτώρια             | Viktoria                          | 11. November |
| Vithleém    |                                                  | Βηθλεέμ              | Bethlehem                         |              |
| Vivianí     | Vívi, Vívian, Viviána                            | Βιβιανή              | Viviana                           |              |
| Violéta     | Léta, Vióla, Vio                                 | Βιολέτα              | Violetta                          |              |
| Virginía    |                                                  | Βιργινία             | Virginia                          |              |
| Vrisís      |                                                  | Βρισηίς, Βρησηίδα    |                                   |              |

### X
| Langform | Kurzform(en) | griech. Schreibweise | deutsche Ableitung / Entsprechung | Namenstag     |
| -------- | ------------ | -------------------- | --------------------------------- | ------------- |
| Xanthípi | Xanthoula    | Ξανθίππη             | Xanthippe                         | 23. September |
| Xeni     |              | Ξένη                 |                                   | 24. Januar    |
| Xénia    |              | Ξένια                |                                   | 24. Januar    |

### Y
| Langform | Kurzform(en) | griech. Schreibweise | deutsche Ableitung / Entsprechung | Namenstag |
| -------- | ------------ | -------------------- | --------------------------------- | --------- |
| Ypapantí |              | Υπαπαντή             |                                   |           |

### Z
| Langform | Kurzform(en) | griech. Schreibweise | deutsche Ableitung / Entsprechung | Namenstag                 |
| -------- | ------------ | -------------------- | --------------------------------- | ------------------------- |
| Zoí      |              | Ζωή                  | Zoé, Zoi                          | Freitag nach Ostersonntag |
| Zozó     |              | Ζωζώ                 |                                   |                           |